# Aysheaia
 Aysheaia  ist eine Gattung ausgestorbener Häutungstiere aus der Gruppe der Lobopoden, die mit jeweils einer Art aus dem mittleren Kambrium des Burgess-Schiefers in Kanada und der Wheeler-Formation im US-Bundesstaat Utah bekannt ist. Ähnliche Formen wurden in der etwa 10 Millionen Jahre älteren Chengjiang-Faunengemeinschaft des Maotianshan-Schiefers in der westchinesischen Provinz Yunnan nachgewiesen. 
Die Bezeichnung Aysheaia leitet sich von dem Berg „Ayesha“ nördlich des Mount Wapta ab.

## Körperbau

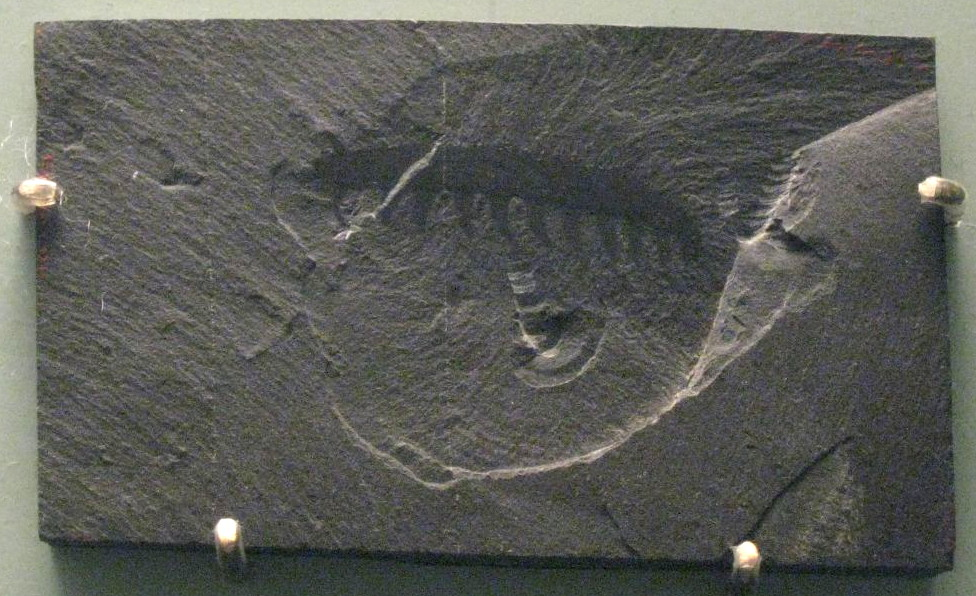
Aysheaia pedunculata

Der 1–6 cm lange Organismus besaß einen langgestreckten wurmförmigen Körper bestehend aus mindestens 12 Körpersegmenten, an die sich seitlich zehn Paare kegelförmiger, mit kleinen Klauen versehener Stummelbeine anschlossen. Aysheaia wies außerdem eine feine, nicht mit der Körpersegmentierung übereinstimmende, oberflächliche Ringung auf. 
Die nach vorne gerichtete Mundöffnung war gesäumt von sechs fingerähnlichen Ausstülpungen (Papillen), welche dem Tier beim Fressen halfen. Aysheaia besaß zusätzlich zu den 10 Beinfortsätzen ein Paar stacheliger Antennen im vorderen Teil des Rumpfes, der jedoch vom übrigen Körper nicht als Kopf abgegrenzt war. Vermutlich unterstützten die vorderen Fortsätze das Tier ebenfalls beim Greifen und Fressen der Beute.

## Ökologie

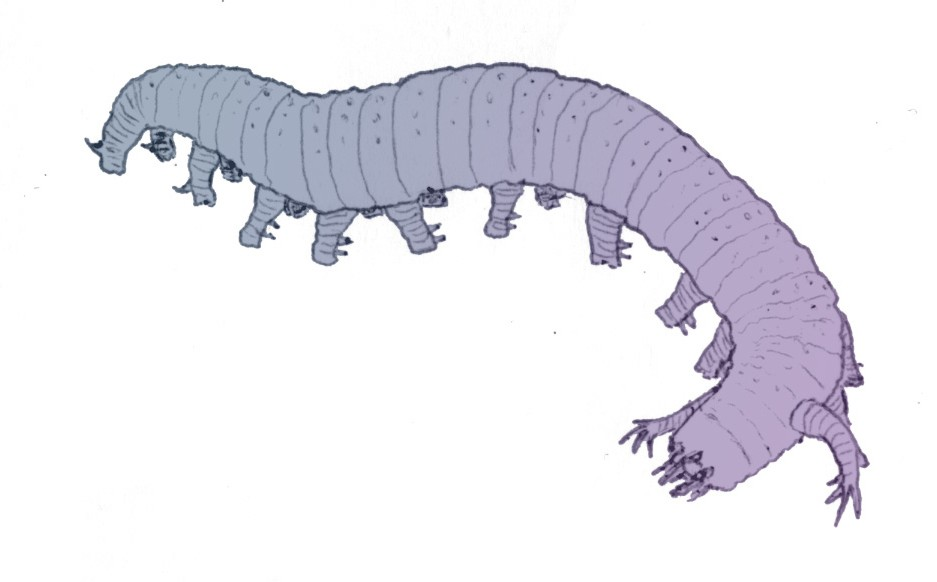
Aysheaia

Aufgrund der Tatsache, dass viele Exemplare zusammen mit den fossilen Überresten von Schwämmen (Skleriten) gefunden wurden, ist davon auszugehen, dass Aysheaia auf diesen lebte und sich von diesen ernährte. Wahrscheinlich nutzte Aysheaia die Klauen an den Beinfortsätzen, um sich an den Schwämmen festzuklammern. Es wird vermutet, dass das ungepanzerte Tier in den Schwammkolonien außerdem Schutz vor Räubern suchte.
19 Exemplare von A. pedunculata sind aus dem Burgess-Schiefer in Kanada bekannt. Damit ist A. pedunculata eines der selteneren Fossilien des Burgess-Schiefer. A. prolata ist mit einem Individuum aus der Wheeler-Formation bekannt.

## Systematik
Aysheaia zeigt auffallende Ähnlichkeiten mit rezenten Vertretern der Stummelfüßer (Onychophora) und der Bärtierchen (Tardigrada) und wird daher von einigen als deren Vorläufer angesehen, jedoch in keine dieser Gruppen eingeordnet. Stattdessen wird Aysheaia zu den kambrischen Vertretern der Lobopoden gezählt.